# 1,1,1-tris(4-hydroxyfenyl)ethaan
1,1,1-tris(4-hydroxyfenyl)ethaan is een aromatisch alcohol met drie hydroxylgroepen (een trifenol).
Het komt voor als een wit poeder of kristallen.
Deze stof wordt gebruikt als ketenvertakker in polymeren die door een polycondensatie met een diol ontstaan zoals polycarbonaten en polyesters. Dankzij de derde hydroxylgroep kan een vertakking in de lineaire polymeerketen ingebracht worden. De stof kan ook gebruikt worden als startpunt voor de vorming van dendrimeren.